# 归阳镇
归阳镇，是中华人民共和国湖南省衡陽市祁东县下辖的一个乡镇级行政单位。

## 行政区划
归阳镇下辖以下地区：
太平街社区、新街社区、福兴社区、财宏村、幸福村、印塘村、三冲村、七碗村、状元桥村、园鑫村、衡祁村、冲安村、上吉村、八子塘村和胜利村。